# Argus iridié
Lysandra  albicans
Espèce
L’Argus iridié (Lysandra albicans) est une espèce de lépidoptères (papillons) de la famille des Lycaenidae et de la sous-famille des Polyommatinae.

## Noms vernaculaires
- En français : l'Argus iridié[1]
- En anglais : Spanish chalk-hill blue
- En espagnol : niña andaluza

## Description
L'imago de l'Argus iridié est un petit papillon qui présente un net dimorphisme sexuel. Le dessus du mâle a une couleur variant du gris-bleu nacré au blanc nacré en fonction des régions, et est bordé de gris sombre et d'une série de points submarginaux gris, mieux visibles aux ailes postérieures. Le dessus de la femelle est brun sombre avec une série de points submarginaux plus sombres, bordés intérieurement de lunules submarginales orange, surtout visibles aux ailes postérieures et très estompées aux antérieures. Le revers des ailes présente la ponctuation habituelle des Lysandra.
L'espèce est variable géographiquement et plusieurs formes individuelles ont été décrites.

### Espèces proches
Lysandra albicans ressemble beaucoup à d'autres Lysandra présents dans la péninsule Ibérique, comme Lysandra coridon, L. caelestissima et L. hispana. Il en diffère notamment par la couleur presque blanche de ses mâles.

## Biologie

### Voltinisme
L'espèce est univoltine et les imagos sont visibles de mi-juin à août selon les localités.

### Plantes-hôtes et myrmécophilie
Hippocrepis comosa et Hippocrepis multisiliquosa sont citées comme plantes-hôtes. Les chenilles sont soignées par des fourmis.

## Distribution et biotopes
L'espèce est présente en Espagne (provinces occidentales, Catalogne, littoral oriental) et au Maroc (Moyen Atlas, Rif occidental),.
Son habitat est constitué de lieux rocheux secs, entre 500 et 1 800 m d'altitude.

## Systématique
Le taxon aujourd'hui connu sous le nom de Lysandra albicans a été décrit par Gerhard en 1851 en tant que Lycaena corydon var. albicans,.
Synonymes et autres combinaisons : 
- Polyommatus albicans (Gerhard, 1851)
- Lycaena corydon var. albicans Herrich-Schäffer, [1852]
- Lysandra albicans (Herrich-Schäffer, [1852])
- Polyommatus albicans (Herrich-Schäffer, [1852])

Au sein du genre Lysandra, L. albicans est étroitement apparentée à Lysandra caelestissima, L. hispana et L. coridon.

### Sous-espèces
Au moins deux sous-espèces ont été décrites :
- Lysandra albicans berber (Le Cerf, 1932) – au Maroc dans le Moyen Atlas.
- Lysandra albicans dujardini (Barragué, 1987) – au Maroc dans le Rif occidental.